# Alchisme veruta
Alchisme veruta är en insektsart som beskrevs av Fowler. Alchisme veruta ingår i släktet Alchisme och familjen hornstritar. Inga underarter finns listade i Catalogue of Life.